# Френк Кларк (футболіст)
Френк Кларк (англ. Frank Clark, нар. 9 вересня 1943, Ровлендз-Гілл) — англійський футболіст, що грав на позиції захисника. По завершенні ігрової кар'єри — футбольний тренер.
Чемпіон Англії. Дворазовий володар Кубка англійської ліги. Володар Кубка ярмарків. Володар Кубка чемпіонів УЄФА.

## Ігрова кар'єра
У дорослому футболі дебютував 1962 року виступами за команду «Крук Таун».
Своєю грою за цю команду привернув увагу представників тренерського штабу «Ньюкасл Юнайтед», до складу якого приєднався 1963 року. Відіграв за «сорок» наступні дванадцять сезонів своєї ігрової кар'єри. Більшість часу, проведеного у складі команди, був основним гравцем її захисту. Протягом цих років виборов титул володаря Кубка ярмарків і зіграв в цілому 464 ігор між 1962 і 1975 роками.
1975 року Кларк перейшов до «Ноттінгем Форест», за який відіграв наступні чотири сезони. Граючи у складі «Ноттінгем Форест» також здебільшого виходив на поле в основному складі команди. За цей час додав до переліку своїх трофеїв титул чемпіона Англії, а також ставав володарем Кубка англійської ліги та Кубка чемпіонів УЄФА. Завершив професійну кар'єру футболіста виступами за команду «Ноттінгем Форест» у 1979 році.

## Кар'єра тренера
Після завершення своєї ігрової кар'єри Кларк став помічником менеджера у «Сандерленді» з 1979 по 1982 рік, після чого влітку 1983 року став менеджером клубу «Лейтон Орієнт», а пізніше став директором клубу «Брізбен Роад».
У 1993 році Кларк був призначений як менеджер «Ноттінгем Форест» замість багаторічного тренера команди Браяна Клафа, під керівництвом якого минулого сезону клуб зайняв останнє 22 місце в Прем'єр-лізі і понизився у класі. Успадкувавши більшість гравців з епохи Клафа, Кларку вдалося домогтися миттєвого повернення в Прем'єр-лігу, коли клуб закінчив Перший дивізіон на другому місці в кінці сезону 1993/94. Після цього клуб з першої спроби зайняв третє місце і кваліфікувався у Кубок УЄФА, а Френк був названий Тренером місяця Прем'єр-ліги за вересень 1994 року. Крім того форвард Стен Коллімор, що забив за сезон 22 голи в Прем'єр-лізі, був проданий за національну рекордну суму в £ 8,4 млн в «Ліверпуль». У сезоні 1995/96 клуб знизив результати в чемпіонаті, зайнявши 9 місце, проте в Кубку УЄФА дійшов до чвертьфіналу, залишаючись єдиною англійською командою, що пробилась у весняну стадію єврокубків того сезону. Сезон 1996/97 клуб розпочав з впевненої перемоги 3:0 над «Ковентрі Сіті», проте після цього почалась приголомшлива серія з 16 матчів в чемпіонаті без перемог, в результаті якої на грудень місяць «лісники» опинились на останньому 20 місці в турнірній таблиці і Кларк змушений був подати у відставку.
У тому ж місяці Кларк очолив «Манчестер Сіті», яким керував до лютого 1998 року, проте так і не зміг вивести команду до Прем'єр-ліги, більше того сезон 1997/98 «містяни», вже без Кларка, завершили на 22 сходинці і вилетіли в третій за рівнем дивізіон Англії.
12 жовтня 2011 року Кларк став президентом «Ноттінгем Форест», але вже 17 січня 2013 року був звільнений з посади.

## Титули і досягнення
- Чемпіон Англії (1):

«Ноттінгем Форест»: 1977-78
- Володар Кубка англійської ліги (2):

«Ноттінгем Форест»: 1977-78, 1978-79
- Володар Кубка ярмарків (1):

«Ньюкасл Юнайтед»: 1968–69
- Володар Кубка чемпіонів УЄФА (1):

«Ноттінгем Форест»: 1978-79

### Індивідуальні
- Тренер місяця англійської Прем'єр-ліги: вересень 1994, жовтень 1995
- Тренер року в Англії за версією LMA: 1995